# Каманин, Алексей Николаевич
Алексей Николаевич Каманин (род. 6 июня 1978 года) — российский гандболист. Мастер спорта международного класса. Начал заниматься гандболом в 1994 году в ДЮСШ города Кишинёв. Первый тренер — Коваленко А. В.
За сборную России сыграл более 200 игр, забил более 400 мячей.
Участник Олимпийских игр 2008 года, на которых российская команда стала шестой.

## Личная жизнь
В 2006 году закончил Российский государственный университет физической культуры, спорта, молодёжи и туризма
В 2010 году окончил Московский государственный технический университет «МАМИ», в настоящее время работает в ГБУ «Автомобильные дороги» Правительства Москвы.
С 2015 года, после окончания профессиональной карьеры, участвует в Чемпионате города Москва по гандболу среди мужских команд. В составе команды МГУ.
В гандбольной среде и среди болельщиков носит прозвище «КамАЗ».
Женат, воспитывает сына.

## Достижения
- Участник Олимпийских игр 2008 года в Пекине[2]
- Чемпион России (ЦСКА-Спортакадем, Чеховские медведи) — 2000, 2001, 2002, 2003, 2004, 2005, 2006, 2007, 2008, 2009, 2010, 2011
- Обладатель Кубка России (Чеховские медведи) — 2009, 2010, 2011
- Обладатель Межконтинентального Кубка (Чеховские медведи) — 2002
- Обладатель Кубка обладателей кубков европейских стран (Чеховские медведи) — 2006
- Участник Финала четырёх Лиги чемпионов (Чеховские медведи) — 2010
- Чемпион Украины (Мотор) — 2013
- Серебряный призёр чемпионата Украины (Мотор) — 2012
- Обладатель Кубка Украины (Мотор) — 2013
- Участник чемпионатов Европы — 2002, 2004, 2006, 2008, 2010
- Участник чемпионатов мира — 2003, 2007, 2009
- Чемпион Европы (35+) — 2011